# Walki pod Brzostkiem
Walki pod Brzostkiem, także: bitwa o Brzostek – starcie zbrojne stoczone 7 maja 1915 r., podczas I wojny światowej, w okolicy Brzostku, w ramach operacji gorlickiej.
Pod Brzostkiem starły się ze sobą siły Austro-Węgier oraz Imperium Rosyjskiego. Nacierający Austriacy chcieli zdobyć miasto i wzgórza nad Bukową, by zlikwidować zagrożenie uderzenia z flanki dla idącej obok sprzymierzonej armii niemieckiej, która stanowiła główną siłę ofensywy. Teren sprzyjał obrońcom, którzy umocnili się na okolicznych wzgórzach, jednak ostatecznie zostali oni wyparci z Brzostku przez oddziały nacierające i zmuszeni do odwrotu.
W bitwie walczyła głównie piechota wyposażona w broń indywidualną, atakująca gniazda karabinów maszynowych i artylerii. W końcowej fazie walk nastąpiła bezpośrednia walka na bagnety.
Po każdej ze stron walczyło kilkanaście tysięcy żołnierzy. Łącznie zginęło lub zostało wziętych w niewolę kilka tysięcy osób.

## Tło
Podczas I wojny światowej front wschodni trzykrotnie przekraczał dolinę Wisłoki: we wrześniu i listopadzie 1914 r. oraz w maju 1915 r. Decydujące były wydarzenia z 1915 r. – w pierwszych dniach maja państwa centralne rozpoczęły w rejonie Galicji operację zaczepną: operację gorlicką. Pod Gorlicami 2 maja wojska austro-węgierskie i niemieckie przełamały rosyjską obronę. Główną siłę uderzeniową stanowiła niemiecka 11 Armia. Po obu stronach wspierały ją oddziały austro-węgierskich armii 3. i 4.
Na północ od armii niemieckiej atakowała austro-węgierska 4 Armia, dowodzona przez gen. piech. Józefa Ferdynanda. Bezpośrednio w okolicy Brzostku nacierali żołnierze 9 Korpusu, dowodzonego przez gen. Rudolfa Králíčka, który został wyznaczony do ofensywnego osłaniania niemieckiego ataku. W jego skład wchodziły 10 Dywizja Piechoty (10. DP) dowodzona przez GM. Artura von Mecenseffy, złożona głównie z Czechów i 106 Dywizja Piechoty Landsturmu (106. DP), złożona głównie z Polaków. Wspomagała ich rezerwowa brygada GM. Franza Szendego von Fülekkelecsény (31. BP), złożona z Węgrów, użyczona 4. Armii przez ulokowaną za Wisłą 1. Armię.
Jednostki austro-węgierskie, 10. DP i 31. BP, wieczorem 6 maja doszły do Wisłoki na wysokości Brzostku. 10. DP dotychczas ścierała się z siłami rosyjskiego 9 Korpusu, który, nadal pozostając na zachodnim brzegu Wisłoki, wycofał się w kierunku północno-wschodnim. Po wschodniej stronie zbierała się z kolei część pokonanego kilka dni wcześniej pod Gorlicami 10 Korpusu, dowodzonego przez gen. por. Mikołaja Protopopowa – głównie resztki 31. i 61. Dywizji Piechoty (31. DP i 61. DP). Nad zgrupowaniem kontrolę objął gen. por. Polikarp Kuzniecow. Osłaniała je Grupa Wołodczenki, dowodzona przez gen. mjra Mikołaja Wołodczenkę, sformowana głównie z jednostek 16. Dywizji Kawalerii (16. DK). Frontu na odcinku od Brzostku do Zawadki Brzosteckiej bronić mieli żołnierze 16. DK, a na północ od nich – jednostki 3 Dońskiej Dywizji Kozackiej. W okolicy wprowadzono też do walki żołnierzy 63. Dywizji Piechoty i odwody armii.
Rosjanie podjęli tu próbę obrony w oparciu o zachodnie pasmo wzgórz: Działów januszkowickich i Bukowej oraz Brzostku, Zawadki i Gorzejowej. Nacierający Austriacy musieli zejść z pasma wzgórz w rejonie Błażkowej, Skurowej i
Przeczycy, pokonać równy teren, sforsować Wisłokę i jej niezalesioną dolinę, a następnie zaatakować szereg wzniesień, na których umocnili się Rosjanie. Wszystko to sprawiało, że dla wojsk austro-węgierskich atak na Brzostek był niebezpieczny.
Na południe od Bukowej nacierała niemiecka 19. DP, która miała przeprawić się przez Wisłokę na wysokości Kołaczyc i ruszyć na Frysztak. Gdyby zatem głównym celem atakujących było samo zdobycie Brzostku, sytuacja nie wymuszała frontalnego ataku na miasto – oddziały niemieckie w Kołaczycach mogłyby zwrócić się ku północy, obejść rosyjskie pozycje obrony i zająć pasmo wzgórz. Założeniem ofensywy państw centralnych była jednak zdecydowana, ciągła ofensywa wojsk niemieckich na wschód. Likwidowaniem zagrożeń na skrzydłach zajmowały się wspierające siły austro-węgierskie. Wróg umocnił się na wzgórzach w pobliżu Brzostku, zatem zadaniem Austriaków było go stamtąd wyprzeć, tak aby Niemcy mogli poruszać się dalej w kierunku wschodnim bez zagrożenia z flanki. Ze strategicznego punktu widzenia zdobycie Brzostku było więc konieczne.
Na podstawie rosyjskich meldunków szacuje się, że zgrupowanie Kuzniecowa liczyło ok. 10 500–13 000 żołnierzy. Liczba ta nie uwzględnia 16. DK oraz Dywizji Dońskiej. Z kolei 10. DP i Brygada Szende w momencie rozpoczęcia ofensywy gorlickiej liczyły razem ok. 21 500 żołnierzy. W ciągu 5 dni walk liczba ta musiała jednak ulec zmniejszeniu – tym samym nacierający mogli mieć jedynie niewielką przewagę liczebną względem obrońców lub w ogóle jej nie mieć.

## Przebieg walk

### Przeprawa przez Wisłokę
Rozkaz ataku wydano późnym wieczorem 6 maja, kiedy 10. DP dotarła na wzgórza górujące od zachodu nad doliną Wisłoki. W stronę miasta mieli nacierać żołnierze 21. i 36. Pułku Piechoty (21. PP i 36. PP), dowodzeni przez gen. mjra Artura Iwańskiego. Grupa ta została podzielona na dwie mniejsze – po prawej stronie cztery bataliony prowadził ppłk Hohenberger (po przekroczeniu Wisłoki mieli się oni zwrócić w kierunku folwarku w Kleciach), a po lewej trzema dowodził płk Schöbl (miały się one skierować wprost na Brzostek). Szpicę stanowił 98 Pułk Piechoty (98. PP) płk. Eduarda Maaga wraz dwoma batalionami strzelców. Na prawej flance nacierała z kolei grupa dowodzona przez gen. mjra Hugo Reymanna – 18. PP.
10. DP rozpoczęła atak nocą. O godz. 2:00 7 maja do forsowania Wisłoki na wysokości Bukowej przystąpiła grupa Maaga. Rosjanie podpalili dwa domy na brzegu, by oświetlić pole walki, następnie zaczęli ostrzeliwać nacierających, w pośpiechu zajmując dogodne pozycje na szczycie wzgórz. Oddziały austro-węgierskie po przekroczeniu rzeki rozpoczęły szturm, który zakończył się sukcesem atakujących – o godz. 4:00 zdobyto wzgórze 363 i sąsiednie wzniesienia, wypełniając tym samym podstawowy cel ataku – zlikwidowano zagrożenie z flanki dla Niemców.
Mniej udany był atak grupy Iwańskiego. Część dowodzona przez Hohenbergera przystąpiła do przekraczania Wisłoki w pobliżu Skurowej, po godzinie 3:00. Rzeka okazała się być w tym miejscu dość głęboka – kilku żołnierzy utonęło, porwanych przez nurt, co spowodowało panikę w szeregach i znaczne opóźnienie ataku. Jednocześnie zaalarmowani zostali Rosjanie. Oddziały austro-węgierskie znalazły w końcu miejsce zdatne do przejścia, robiło się jednak coraz jaśniej. Uniosła się mgła poranna, co zwiększyło widoczność i sprzyjało obrońcom, którzy ostrzeliwali nacierających z karabinów i obrzucali granatami. Żołnierze Austro-Węgier zatrzymywali się na gliniastym, śliskim, stromym brzegu. Wielu z nich wpadło do wody i utonęło. Ostatecznie część jednostek w sile ok. 1,5 batalionu przeprawiła się przez rzekę i wyparła obrońców z przyczółka na wschodnim brzegu rzeki, umożliwiając przeprawę kolejnym żołnierzom. Niemal całość oddziału została jednak zniszczona przez kontratak rosyjski, najprawdopodobniej przeprowadzony przez 194 Troicko-Sergiejewski Pułk Piechoty – ponad 500 żołnierzy nacierających zostało wziętych do niewoli, w tym także dowódcy walczących batalionów.
Po kolejnym natarciu grupy Hohenbergera żołnierze austriaccy, hamowani przez ostrzał artylerii i broni indywidualnej wojsk carskich, ok. 6:30 wyparli wroga za linię drogi prowadzącej z Bukowej do Brzostku.

### Walki o Brzostek i okoliczne wzniesienia
O 2:00 Wisłokę przekroczyli żołnierze dowodzeni przez Schöbla. Podczas przeprawy nie byli ostrzeliwani przez obrońców – wojska carskie zatrzymały ich jednak na podejściach do miasta. Grupa Iwańskiego wdarła się do Brzostku dopiero ok. 12:30, docierając aż do kościoła (na którego wieży wojska carskie ustawiły karabin maszynowy, co uwiecznił na jednym ze swoich obrazów Wojciech Kossak), a Rosjanie zajęli pozycje obronne na wzgórzu cmentarnym, gdzie zostały ustawione kolejne km-y. O 14:00 siły austro-węgierskie, dowodzone przez ppor. Landsturmu Sigmunda Leina, szturmem zajęły pozycje Rosjan, zostały jednak zniszczone przez ogień artylerii, a cmentarz ponownie odbili Rosjanie.
Żołnierze Brygady Schende (dwa bataliony 82. PP), dowodzeni przez mjra Egona von Waldstättena, w międzyczasie bezproblemowo przekroczyli Wisłokę i zaatakowali Rosjan na wzgórzach w Zawadce Brzosteckiej i Gorzejowej. Po ciężkich walkach udało się im zdobyć i utrzymać pasmo wraz ze wzgórzem 384, zlokalizowane na północ od Zawadki, a wieczorem otrzymali wsparcie brygady Grubera ze 106. Dywizji Piechoty Landsturmu, która, po wcześniejszym zajęciu Dzwonowej i Dęborzyna, zdobyła wzgórza na zachód od Gorzejowej.
Oddziałom Reymanna również udało się pomyślnie przekroczyć Wisłokę po prowizorycznej kładce. Natarli oni na wzgórza położone na wschód od Bukowej i wsparli grupę Maaga, utrzymując wzgórza 363, 383 i 296. Żołnierze carscy zajęli wzgórze 404 i ostrzeliwali stamtąd żołnierzy 18. PP, zapobiegając dalszemu natarciu. Następnie dwukrotnie, ok. godz. 16:30 i 17:30, podjęli próby kontrataku szturmując wzgórze z krzyżem oraz wzgórze 383. Zostali jednak odparci.
O sam Brzostek zmagania toczyły się jeszcze w nocy – Austriacy wprowadzili do walki odwody dywizji, które wzmocniły nacierające siły austro-węgierskie. O 19:00 miał miejsce kolejny, udany szturm na cmentarz, jednak o 20:00 został on odbity po kontrnatarciu oddziałów carskich, również wzmocnionych przez odwody. Austriakom udało się ponownie dojść pod mur cmentarny, a walka przeniosła się między nagrobki. Austriacy do końca bitwy utrzymali już pozycje przy murze.
Nocą lub świtem Rosjanie opuścili pozycje na wzgórzach w Brzostku i w Bukowej, realizując tym samym wydany poprzedniego dnia przez dowódcę 3. Armii rozkaz odwrotu, wymuszony sytuacją na pozostałych odcinkach frontu. Rankiem Brzostek był już całkowicie opanowany przez atakujących, a na południowym wschodzie patrole weszły do opuszczonych Januszkowic. Żołnierze 18. PP zajęli o 10:00 wzniesienie 404 i skierowali się grzbietem pasma na wschód. Na wzgórzu 459 spostrzeżono patrole sojuszniczych wojsk niemieckich.

## Rezultat

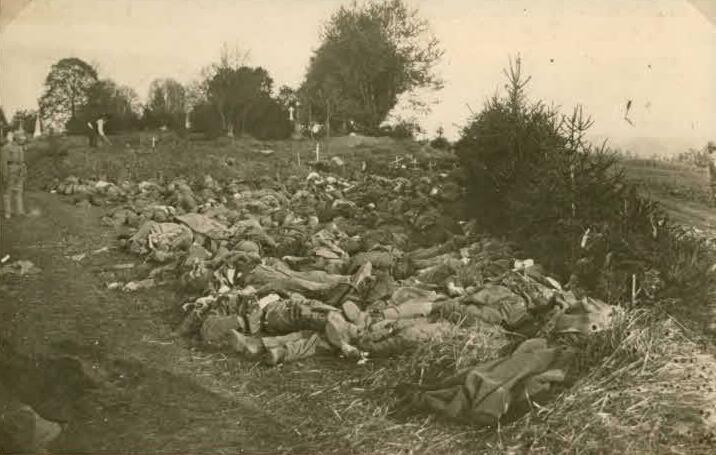
Ciała rosyjskich żołnierzy poległych pod Brzostkiem na lokalnym cmentarzu

Walki zakończyły się sukcesem sił austro-węgierskich. 10. Dywizji Piechoty udało się związać oddziały 10 Korpusu, dzięki czemu nie zagroziły wojskom niemieckim. Po starciu oddziały austriackie ruszyły dalej na wschód. 8 maja toczyły się walki o wzgórza na południe od Kamienicy Dolnej i Siedlisk-Boguszy, oddziały austro-węgierskie posuwały się także na wschód przez Opacionkę i Wolę Brzostecką. Już następnego dnia, 9 maja, 4 Armia osiągnęła linię Wisłoka.
Za poprowadzenie udanego natarcia 98 Pułku Piechoty nagrodzony został Eduard Maag, który otrzymał szlachecki tytuł „von Bukowa”. Dowódca dywizji, Mecenseffy, skrytykował natomiast słabe dowodzenie Iwańskiego. Jego grupie atak utrudniały: płaski teren, silny opór Rosjan, brak wsparcia artylerii, złe rozpoznanie. Przy tym słabą postawą wykazali się podlegli mu czescy żołnierze.
Według Tomasza Woźnego straty poniesione przez 10. DP podczas walk w Brzostku stanowią większość strat meldowanych przez dywizję od 2 do 10 maja (w wysokości 3800 ludzi). Zsumowanie pochowanych żołnierzy i straconych jeńców wskazanych w meldunkach 10. DP, danych pewnych, dało ok. 1200 ludzi. Na okolicznych cmentarzach wojennych pochowano 499 żołnierzy 10. DP. Ponadto w okolicy pochowano 100 żołnierzy 62. PP Brygady Szende, a grupa dowodzona przez Waldstättena, czyli dwa bataliony 82. PP, zameldowała o stracie ok. 95 zabitych i 46 zaginionych. Wielokrotnie więcej było rannych.
Straty po stronie rosyjskiej są trudniejsze do oszacowania. 335 żołnierzy pochowano na cmentarzach nr 217, 218, 219, 220 i 223. W większości daty ich pochówku są nieznane, jednak można stwierdzić, że znaczna część z nich zginęła w ciągu zmagań o Brzostek z 1915 r. Na podstawie meldunków wojskowych Woźny wyliczył łączną wysokość strat w 252. Chocimskim PP, 322. Soligalickim PP i 194. Troicko-Siergiejewskim PP, na ponad 3000 żołnierzy.
Ks. prof. Bogdan Stanaszek i Wiesław Tyburowski w swoich opisach bitwy przywołują relację ówczesnego proboszcza brzosteckiego, ks. Stefana Szymkiewicza, który wg prof. Stanaszka był świetnie zorientowany. Oceniał on, że koło plebanii, cmentarza i kościoła padło 270 żołnierzy, więcej austriackich niż rosyjskich, a w promieniu kilometra zginęło 1000 walczących, przy czym drugie tyle wzięto do niewoli.
Podczas bitwy ucierpiały kościół parafialny oraz liczne budynki w mieście, a także lwia część pomników nagrobnych na cmentarzu parafialnym. Zniszczeniu uległ brzostecki ratusz, którego puste, okopcone mury zostały rozebrane po kilku latach.

### Pochówek poległych
Większość żołnierzy została pogrzebana w miejscu swojej śmierci, ciała niektórych przewieziono i pochowano na skraju cmentarza parafialnego. Jesienią 1915 r. w Krakowie został powołany Oddział Grobów Wojennych, a Brzostek i okolica znalazły się w V Okręgu „Pilzno”, który objął cały powiat pilzneński. Jego kierownikiem artystycznym był Gustav Rossmann, niektóre projekty tworzył także Matscheko Rittner von Glasner. Na czternastu okolicznych cmentarzach, o numerach 217 (Januszkowice), 218 (Bukowa), 219 (Błażkowa), 220 i 221 (Klecie), 222, 223, 224, i 225 (Brzostek), 226 (Zawadka Brzostecka), 227 (Gorzejowa), 228 (Przeczyca) i 229 (Skurowa), pochowano łącznie 1690 żołnierzy: 1022 austro-węgierskich i 566 rosyjskich. Większość z nich poległa właśnie podczas zmagań o Brzostek z maja 1915 r. Na cmentarzu parafialnym spoczęło 302 poległych, z czego 205 walczyło po stronie Austro-Węgier.
Budowa cmentarzy miała miejsce w latach 1916–1917. Pracowali przy niej głównie nadzorowani przez wojsko jeńcy wojenni.